# دیوید ام. کی
دیوید ام. کی (به انگلیسی: David M. Key) سناتور سابق عضو حزب دموکرات ایالات متحده آمریکا بود. وی در سال ۱۸۷۵ تا ۱۸۷۷ میلادی سناتور ایالت تنسی در سنای ایالات متحده آمریکا بود.